# Acrosathe sybarita
Acrosathe sybarita is een vliegensoort uit de familie van de viltvliegen (Therevidae). De wetenschappelijke naam van de soort is voor het eerst geldig gepubliceerd in 1873 door Loew.